# Schotterspione
Ein Schotterspion, auch Eisspion oder Eis-Crew, englisch Gravel Car oder Gravel Crew, ist ein Teammitglied eines Rallyesportteams.

## Aufgabenbereich
Schotterspione fahren bis zu einer Stunde vor dem offiziellen Start einer Wertungsprüfung die Strecke nochmals ab, um sie auf ihren Zustand zu kontrollieren und Veränderungen – insbesondere hinsichtlich Schotter, Eis und Nässe – gegenüber den Erkundungsfahrten festzustellen. Dabei wird der sogenannte Aufschrieb aktualisiert, der den Rallyefahrer und dessen Copiloten über die Streckenbeschaffenheit informiert, um die Sicherheit der Fahrer zu erhöhen sowie Unfälle und Schäden zu reduzieren.
Oftmals werden erfahrene Rennfahrer als Schotterspione eingesetzt, da es einiger Erfahrung bedarf, um beispielsweise einschätzen zu können, an welchen Stellen die Strecke bis zum Start noch frieren oder auftauen könnte.
2004 wurden Schotterspione im Rahmen der World Rally Championship durch die FIA verboten, um Einsatz- und Transportkosten zu reduzieren. Nach Protesten der Rennfahrer wurden diese aber wieder zugelassen. Aus der Ausschreibung einer Rallyeveranstaltung geht hervor, ob Schotterspione beziehungsweise Gravel Cars vor dem Start zugelassen sind oder nicht.